# Bezděčín (Frýdštejn)
Bezděčín (německy Bösching) je malá vesnice, část obce Frýdštejn v okrese Jablonec nad Nisou v Libereckém kraji. Nachází se asi 2 km na západ od Frýdštejna. Bezděčín leží v katastrálním území Bezděčín u Jablonce nad Nisou o rozloze 4,89 km2. V katastrálním území Bezděčín u Jablonce nad Nisou leží i Anděl Strážce, Sestroňovice a osada Luhy.

## Historie
První písemná zmínka o obci pochází z roku 1543.
V letech 1850–1980 byla samostatnou obcí, ke které patřil Anděl Strážce a od 1. července 1980 se vesnice stala součástí obce Frýdštejn.[zdroj?]

## Pamětihodnosti
- Sloup se sochou P. Marie, u čp. 38

## Geologická, mineralogická a paleontologická lokalita
Směrem na severovýchod je nad vsí velký melafyrový lom, který je významnou mineralogickou lokalitou, zejména pokud jde o výskyt achátu a jaspisu. Poněkud západněji a výše směrem od lomu se v lokalitě Na Vrškách v prameništi místního potoka nachází geologická a paleontologická lokalita, která je stratotypovou lokalitou mezinárodního významu. Jedná se o odkryv přirozeného výchozu příbřežní vápnité facie mořského cenomanu, v níž se nacházejí zkameněliny živočichů, typických pro toto prostředí - plžů, mlžů, ramenonožců, korálů, mořských hub a serpulidních červů.

## Fotogalerie

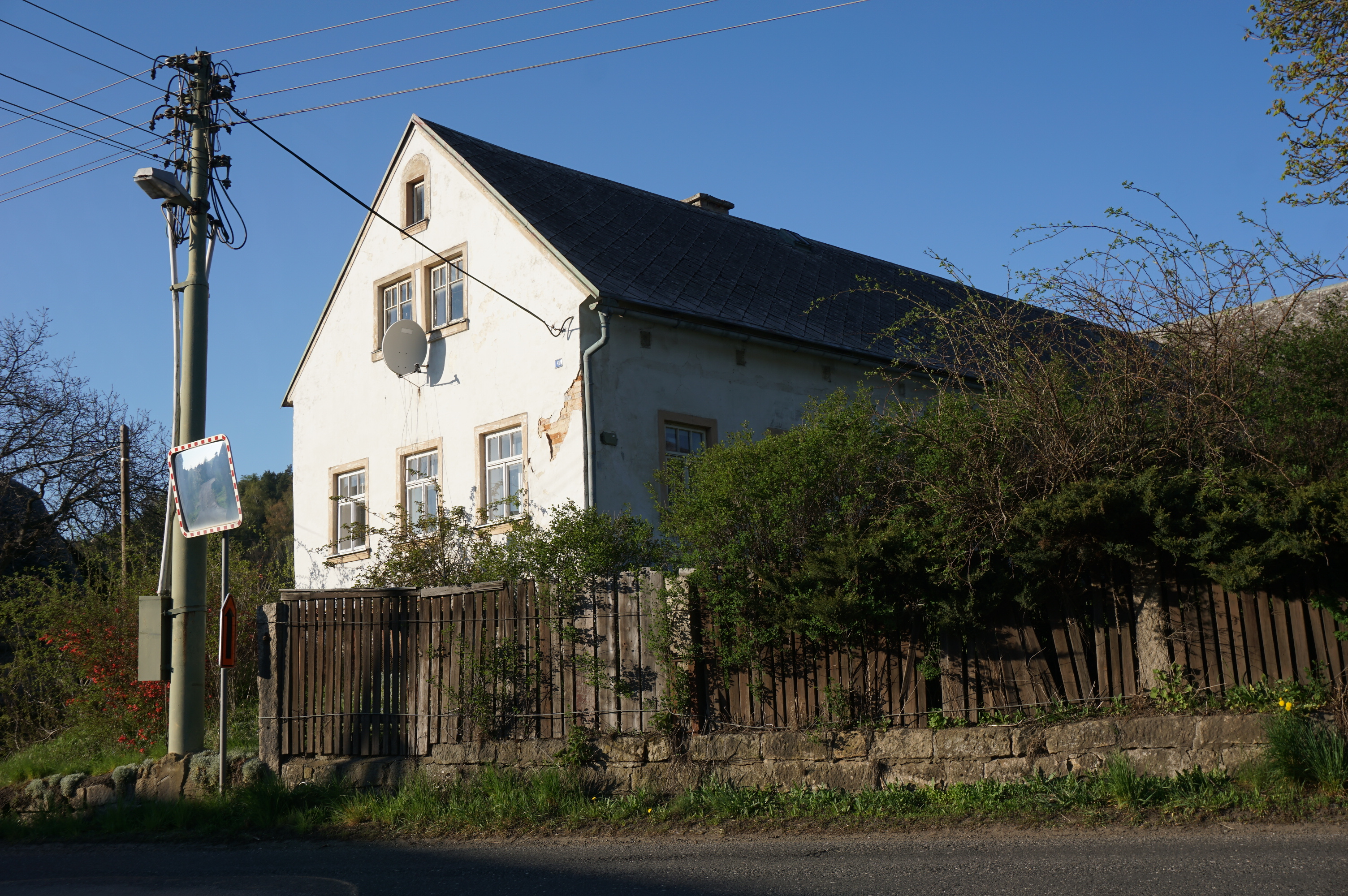
dům čp. 41
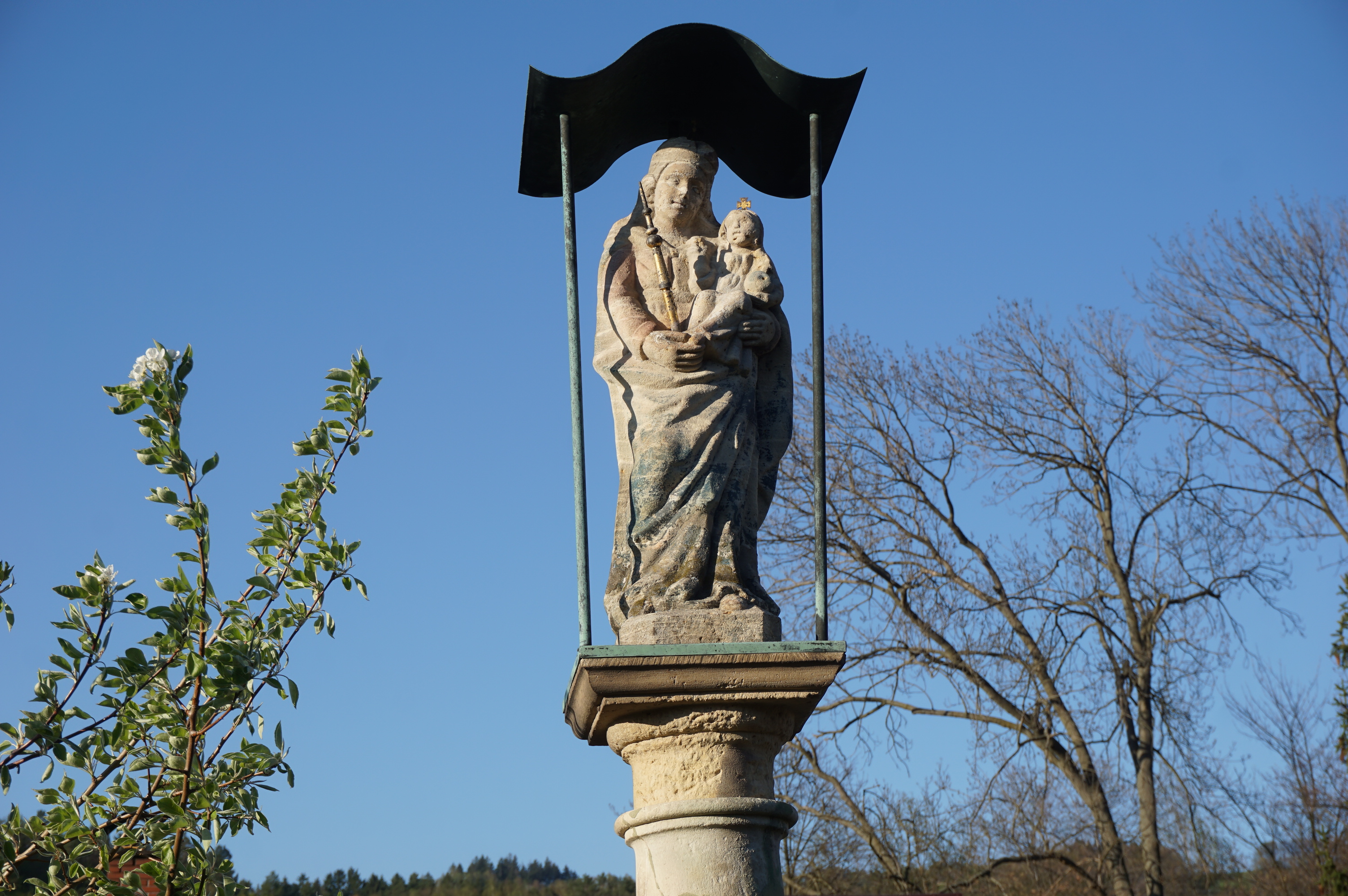
sloup se sochou Panny Marie u čp. 38
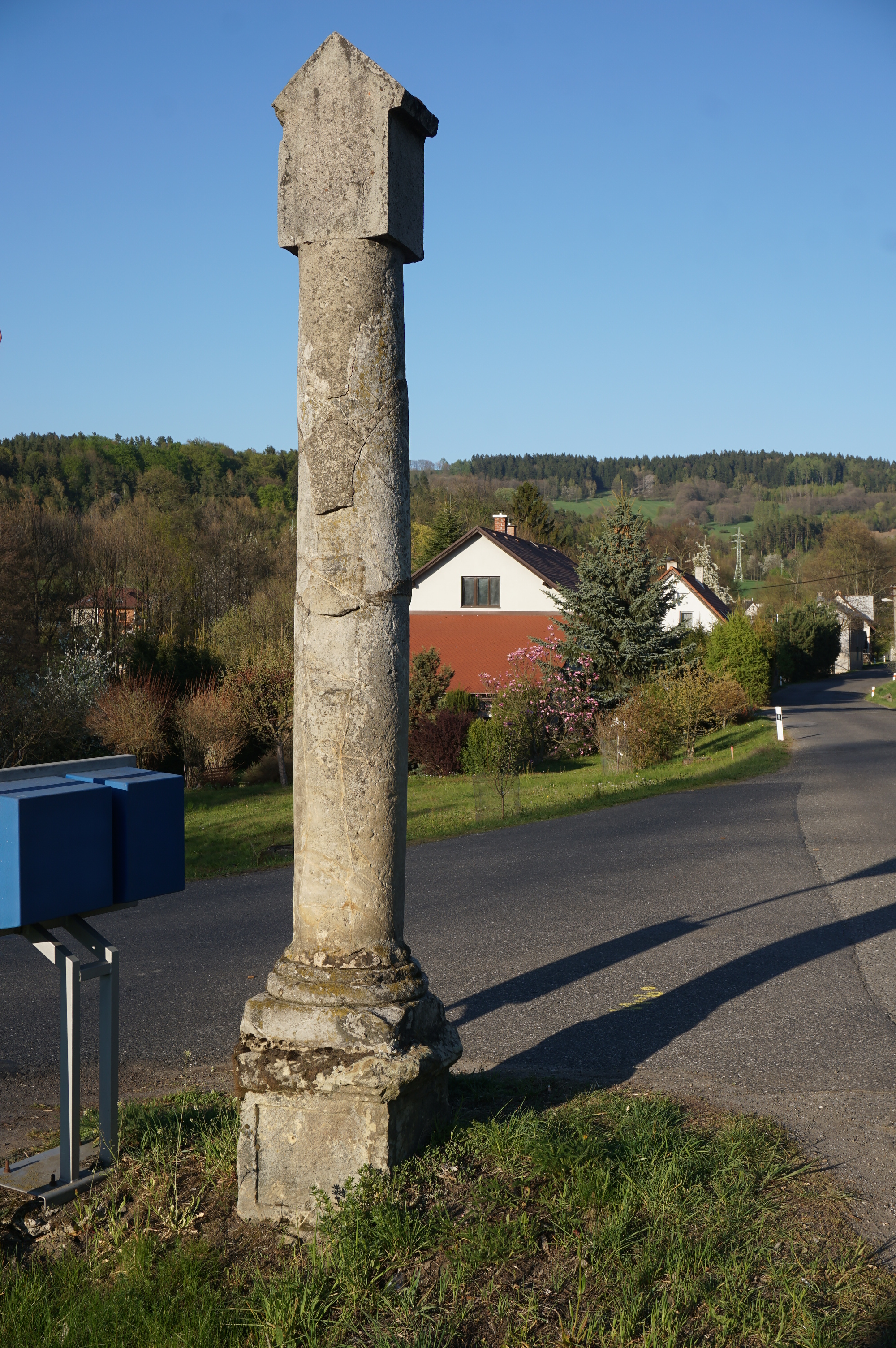
boží muka na jihozápadním okraji vsi
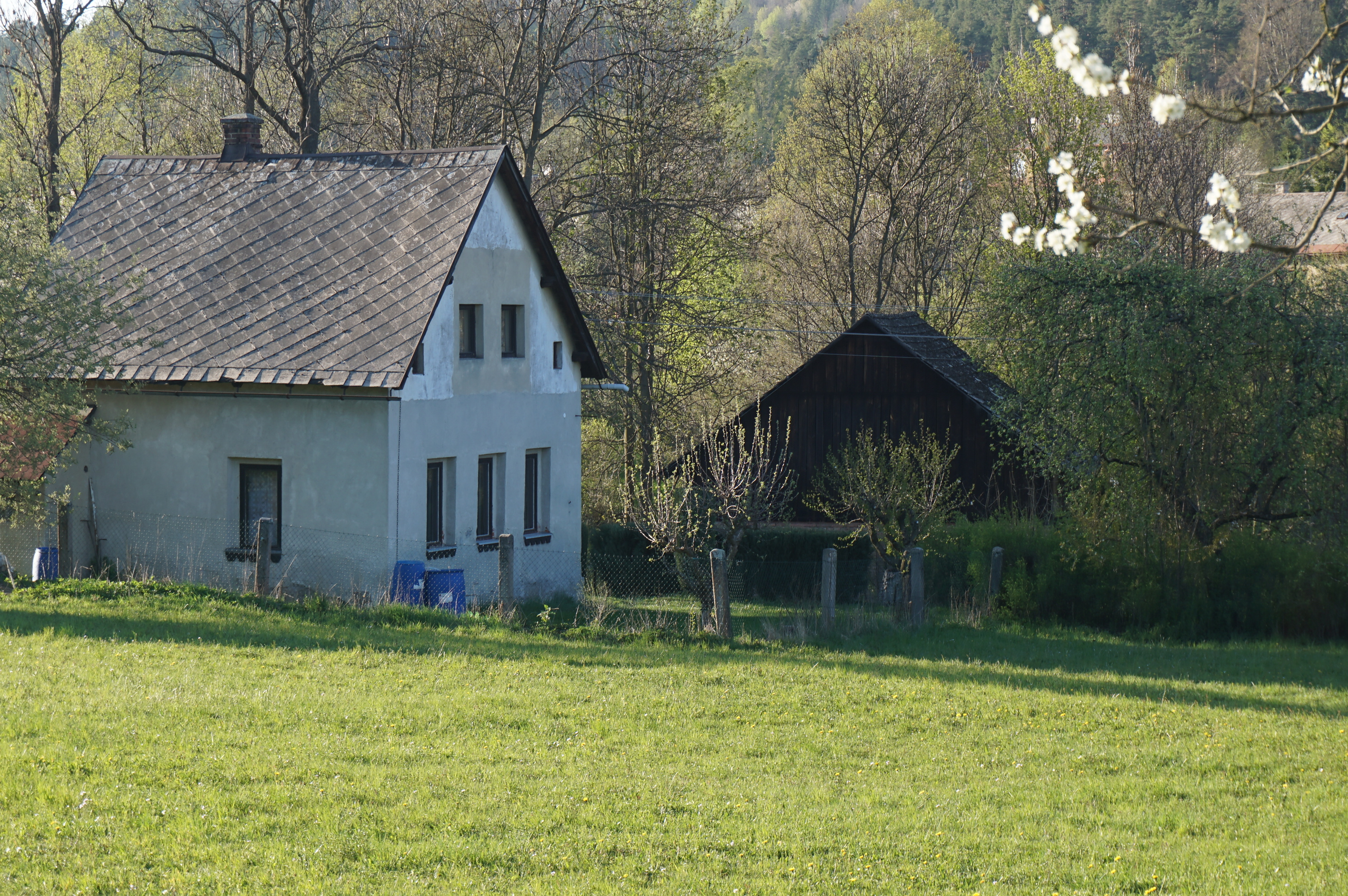
dům čp. 48
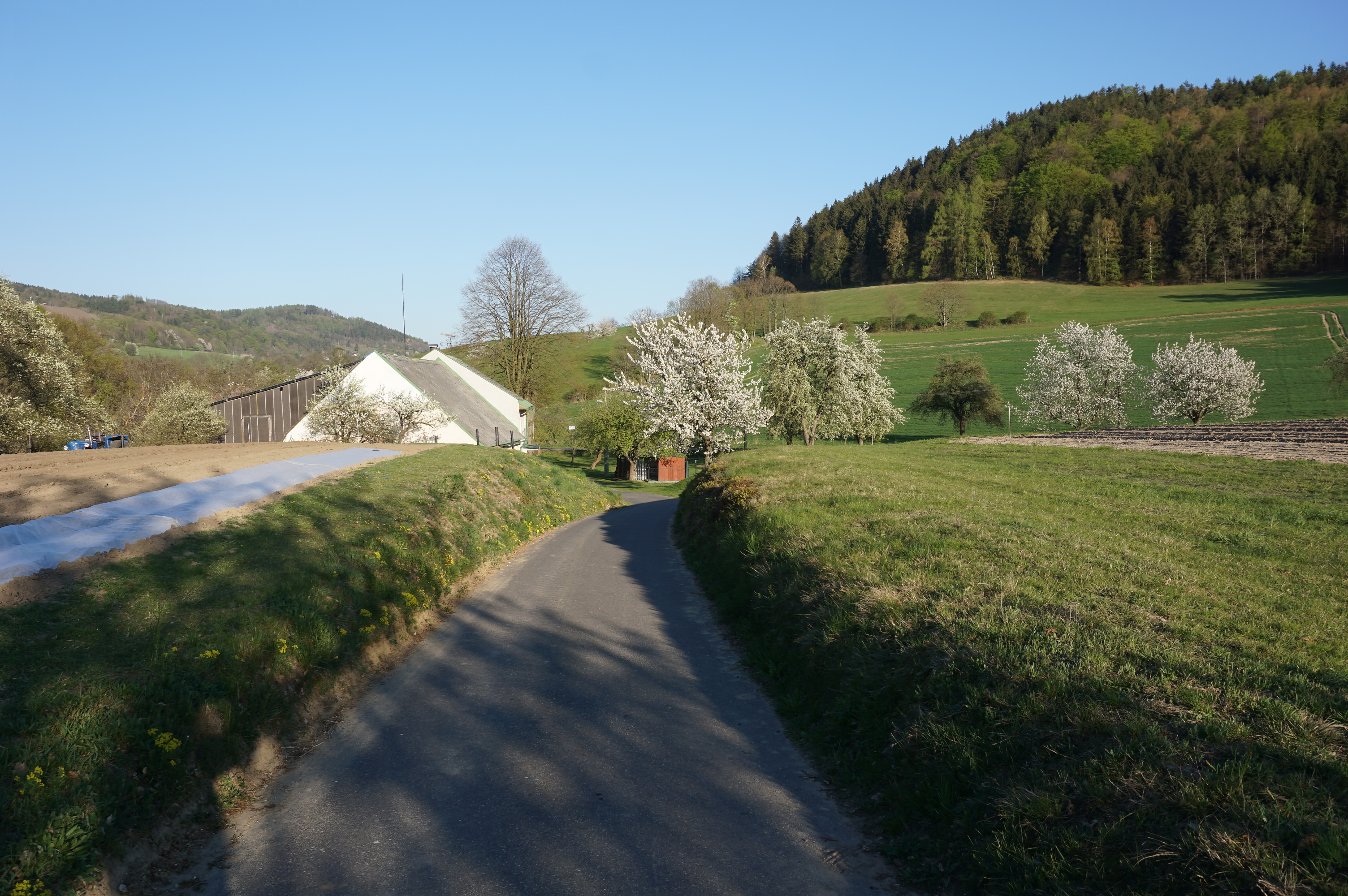
pohled ke vsi z cesty do osady Luhy